# North Bergen
North Bergen es un municipio en la parte norte del condado de Hudson, Nueva Jersey (Estados Unidos). Según el Censo de 2020, el municipio tenía una población total de 63 361habitantes. La ciudad fue fundada en 1843. Fue muy disminuido en territorio por una serie de secesiones. Situado en Hudson Palisades, es uno de los municipios "más montañosos" de los Estados Unidos. Al igual que las comunidades vecinas de North Hudson, North Bergen se encuentra entre los lugares del país con la densidad de población más alta y una población mayoritariamente hispana.

## Historia

### Época colonial
En el momento de la colonización europea, el área era el territorio de la tribu Hackensack de los nativos lenape, que mantenían un asentamiento, Espatingh, en el lado oeste de las colinas y donde un puesto comercial holandés se fundó después tras la guerra del melocotonero. En 1658, Peter Stuyvesant, entonces director general de Nuevos Países Bajos, les recompró el área que ahora abarcan los municipios del condado de Hudson al este del río Hackensack. En 1660 otorgó permiso para fundar la colonia semiautónoma de Bergen, con el pueblo principal ubicado en la actual Bergen Square, considerada como la primera municipalidad autorizada en lo que se convertiría en el estado de Nueva Jersey. En ese momento, el área de North Bergen era muy boscosa, atravesada por caminos utilizados por la población indígena y colonizadora y se conoció como Bergen Woods, un nombre recordado en el vecindario actual de Bergenwood.
Después de la rendición de Fort Amsterdam en 1664, toda la colonia de Nuevos Países Bajos pasó a manos de los británicos, quienes establecieron la Provincia de Nueva Jersey. En 1682, la legislatura de East Jersey formó los primeros cuatro condados del estado, incluido el condado de Bergen, que consistía en toda la tierra de la península entre los ríos Hackensack y Hudson; es decir, las partes orientales de lo que hoy son los condados de Bergen y Hudson. En 1693, el condado de Bergen se dividió en dos municipios: el municipio de Hackensack en el norte y el municipio de Bergen, que abarca la península de Bergen Neck, en el sur. La frontera entre los dos municipios es la línea actual del condado de Hudson-Bergen.
Si bien el asentamiento fue escaso, las comunidades se desarrollaron a lo largo de Bergen Turnpike en Three Pigeons y Maisland, más tarde New Durham. El botánico francés André Michaux desarrolló sus jardines en las cercanías. Sobre el río Hudson, Bulls Ferry se convirtió en un importante desembarcadero para los cruces a Manhattan. Aunque aparentemente estuvo bajo el control británico durante la Guerra de Independencia, el área fue patrullada por los estadounidenses en expediciones de búsqueda de alimento, espionaje y asalto; más notablemente la Batalla de Bull's Ferry.

### Toponimia, secesión y urbanización
El 22 de febrero de 1838, Jersey City se incorporó como un municipio separado, y en 1840 se creó el condado de Hudson, que comprende la ciudad y el municipio de Bergen, a partir de la parte sur del condado de Bergen. North Bergen se incorporó como municipio el 10 de abril de 1843, mediante una ley de la Legislatura de Nueva Jersey, de la parte norte del municipio de Bergen. En ese momento, la ciudad incluía todo lo que estaba al este del río Hackensack y al norte de lo que ahora es Jersey City Heights.
Toda la región que ahora se conoce como North Hudson experimentó una inmigración y urbanización masivas durante la segunda mitad del siglo XIX y condujo a la creación de varias ciudades nuevas. Se tomaron partes de North Bergen para formar Hoboken Township (9 de abril de 1849, ahora la ciudad de Hoboken), Hudson Town (12 de abril de 1852, más tarde parte de Hudson City), Hudson City (11 de abril de 1855, luego se fusionó con Jersey City), Guttenberg (formado dentro del municipio el 9 de marzo de 1859 y establecido como municipio independiente el 1 de abril de 1878), Weehawken (15 de marzo de 1859), Union Township y West Hoboken Township (ambos creados el 28 de febrero de 1861), la ciudad de Union Hill (29 de marzo de 1864) y Secaucus (12 de marzo de 1900). Durante esta era, muchos de los cementerios del condado de Hudson se desarrollaron a lo largo de la ladera occidental de la ciudad de Hudson Palisades.
A su pie en Meadowlands, los ferrocarriles Erie, New York, Susquehanna y Western y West Shore tenían derecho de paso a sus terminales en Hudson, el último construyendo su túnel a través de Bergen Hill en North Bergen. El área fue un destino importante durante el pico de la inmigración alemana a los Estados Unidos y hoy se recuerda en el Parque Schuetzen, fundado en 1874. Más al norte, el Hipódromo Guttenberg de Nungesser se convirtió en un destino notable y notorio que, tras su cierre, se convirtió en un campo de pruebas para las nuevas tecnologías: el automóvil y el avión.

### SigloXX
El desarrollo de Hudson County Boulevard, que bordea el oeste, el norte y el este de North Bergen, se completó a principios del siglo XX. En 1913 se consideró que estaba bien para "conducir". La calzada ahora se conoce por sus dos secciones: los bulevares Kennedy y Este.
Se desarrollaron distritos residenciales a lo largo y entre los dos bulevares. La Avenida Bergenline, una calle ancha que acomodaba los tranvías del ferrocarril del condado de North Hudson hasta Nungesser's se convirtió (y sigue siendo) en un importante corredor comercial y de tránsito. Las dos secciones del bulevar se unían en la avenida Bergenline, en la esquina noroeste de North Hudson/Braddock Park.

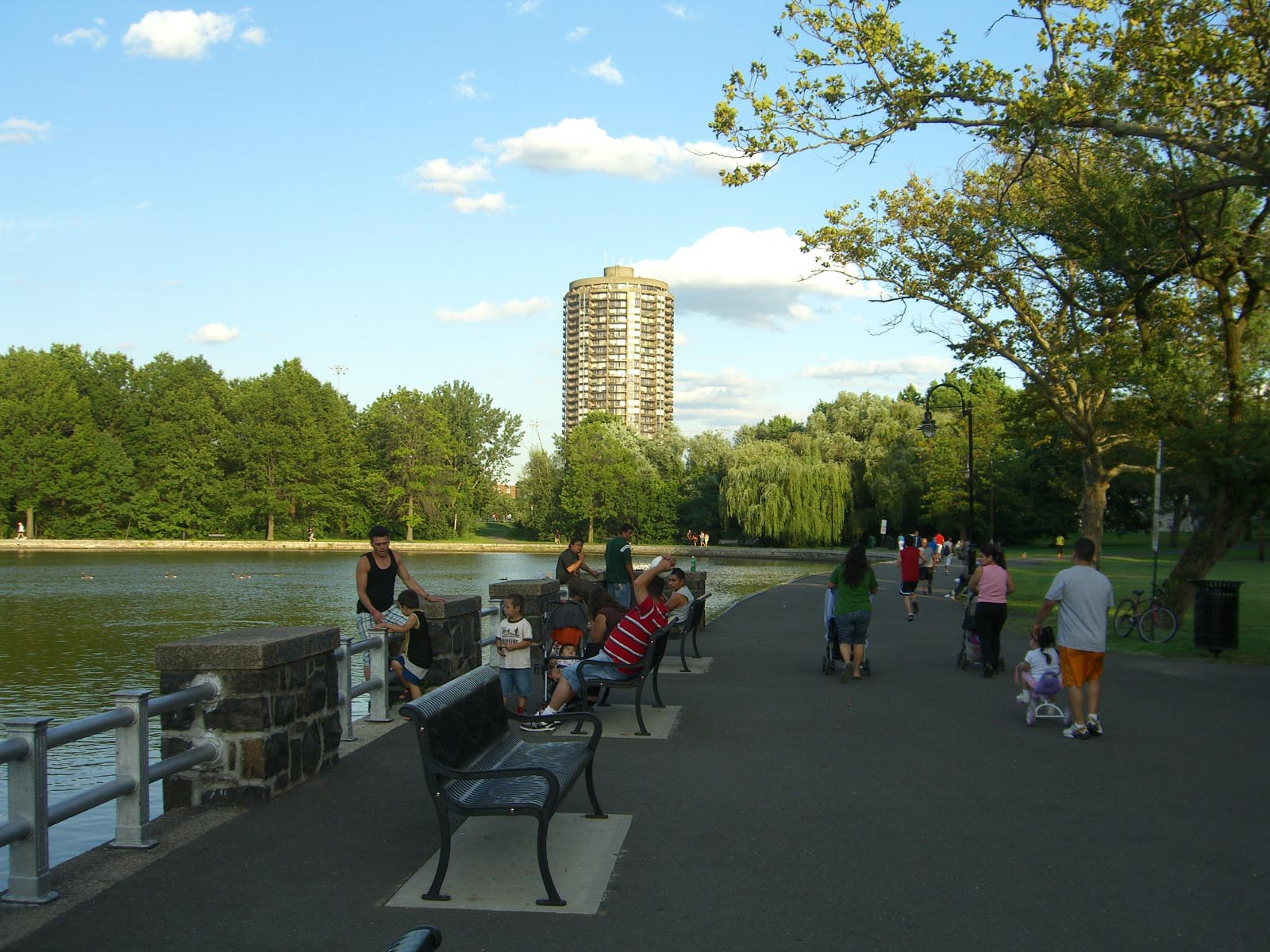
El rascacielos Stonehenge desde el parque James J. Braddock

Poco después de la apertura del Lincoln Tunnel Approach, el Susquehanna Transfer se inauguró en agosto de 1939 para dar cabida a los pasajeros que deseaban trasladarse a los autobuses a través del túnel. Cerró en 1966.
En el momento de su construcción en 1949, la Torre WOR TV de 232 m, en medio de la sección residencial de Woodcliff, fue la décima estructura más alta de la historia. La torre fue desmantelada en 1956 pero en 1967, se construyó en la punta de Palisades (unos 2,5 km al este) el rascacielos residencial Stonehenge de 34 pisos y 112 m.
A principios de la década de 1960, se realizaron dos hallazgos paleontológicos notables de fósiles de la cuenca de Newark cerca del pie de los acantilados en una de varias canteras anteriores, Granton, de la cual la avenida actual es homónima. La antigua cantera siguió siendo un sitio arqueológico hasta al menos 1980.
North Hudson Park pasó a llamarse James J. Braddock North Hudson County Park. En 1935, mientras vivía en North Bergen, el héroe local James J. Braddock ganó el campeonato mundial de peso pesado en una de las derrotas más asombrosas en la historia del boxeo.
A diferencia de otras comunidades del condado de Hudson durante la segunda mitad del siglo, North Bergen creció significativamente en población. Muchos residentes son parte de la ola de hablantes de español que comenzó en la década de 1960 con los emigrados cubanos, lo que llevó al apodo de La Habana en el Hudson.

## Geografía

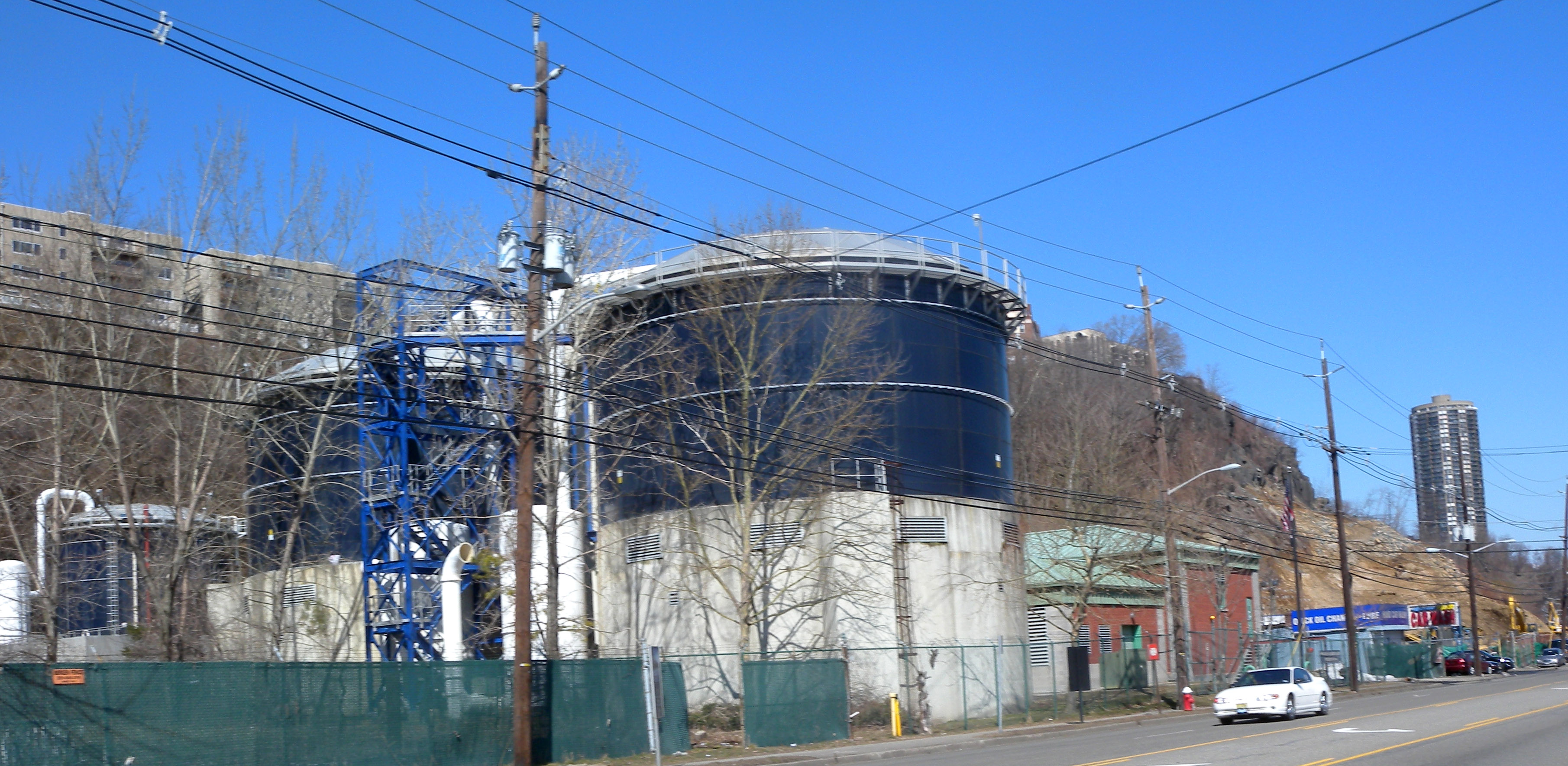
Planta de tratamiento de Woodcliff al pie de Palisades. En la distancia, a la derecha, está el edificio Stonehenge que se eleva desde Palisades.

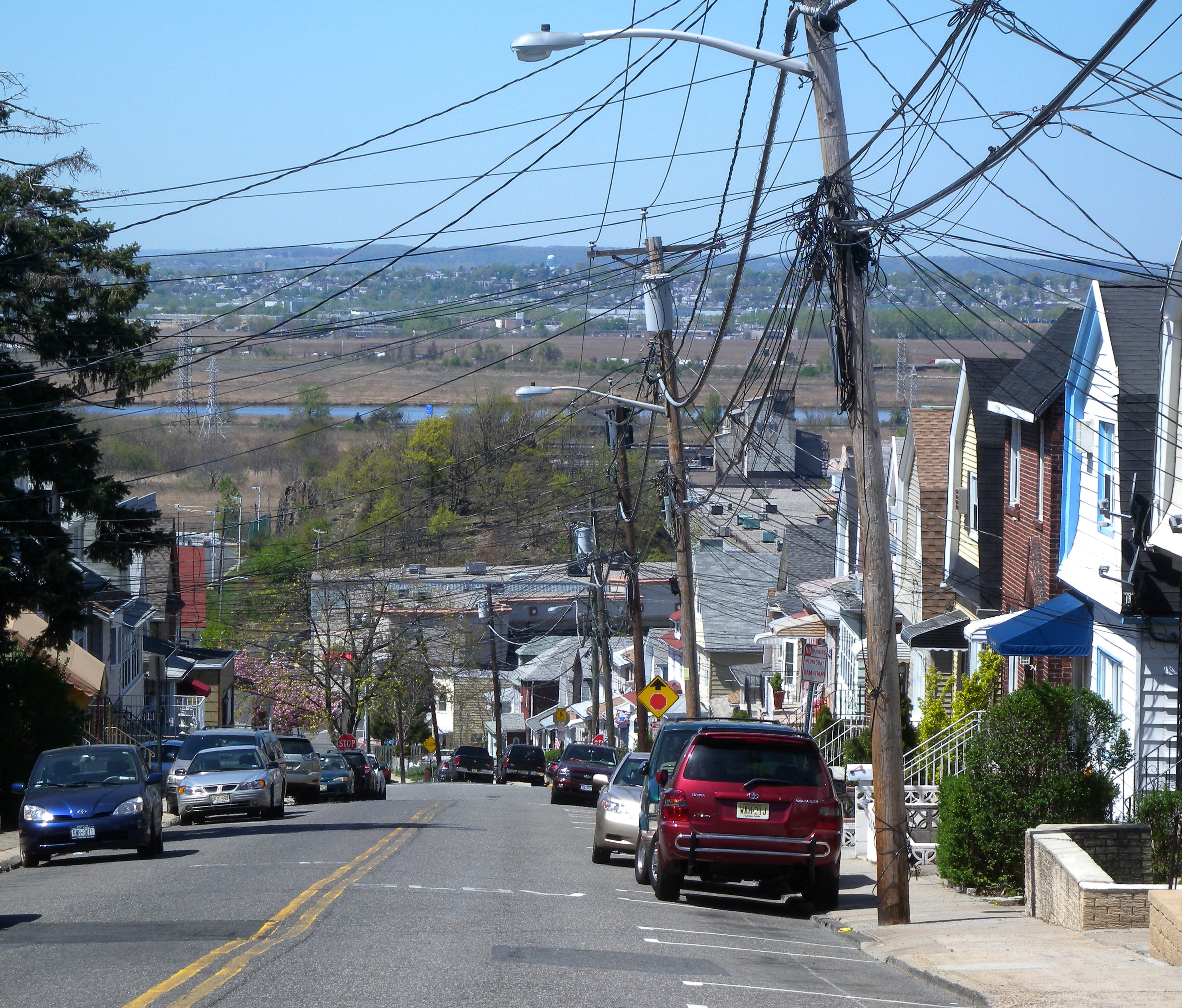
Ladera occidental con vistas a Meadowlands

En 1850, el municipio era aproximadamente rectangular. Cuando los municipios a lo largo del río Hudson (lo que ahora son Guttenberg, West New York, Union City y Weehawken) se separaron, North Bergen quedó con la forma aproximada de una "L" invertida. Su sección norte se extiende de este a oeste y está al sur de las comunidades de Cliffside Park, Edgewater, Fairview y Ridgefield del condado de Bergen. Al este, el río Hudson crea la frontera compartida con el distrito de Manhattan en la ciudad de Nueva York. Comparte una frontera con Carlstadt en el río Hackensack. Su sección norte-sur se encuentra entre Secaucus al oeste y al este Guttenberg, West New York y Union City, con la que se encuentra con Jersey City en un solo punto en su extremo sur. Según la Oficina del Censo de los Estados Unidos, el municipio tenía una superficie total de 14,43 km², incluidos 13,30 km² de terreno y 1,13 km² de agua (7,83%).  
North Bergen tiene diversas características geológicas. Parcialmente situado en el río Hudson, Hudson Palisades se eleva desde el paseo marítimo, mientras que la parte norte de la ciudad se asienta sobre la meseta. La cuesta, o pendiente, en su lado oeste convierte a North Bergen en la ciudad con la segunda mayor cantidad de colinas por milla cuadrada en los Estados Unidos después de San Francisco, algunas de las cuales son extremadamente empinadas. Una formación rocosa a lo largo de la pendiente (ubicada en 40°48′27″N 74°01′05″O / 40.80750, -74.01806) está compuesta de roca serpentinita inusual y formada por pequeños acantilados rocosos. Debido a esto, es una de las pocas partes subdesarrolladas de North Bergen. Las áreas bajas a lo largo del lado oeste son parte de New Jersey Meadowlands. La forma inusual y la topografía diversa de North Bergen han creado diversos barrios históricos y contemporáneos:
- Bergenline Avenue se extiende hasta Nungessers en la frontera de Fairview cerca de North Hudson Park. Ha sido descrita como la avenida comercial más larga del estado, con más de 300 tiendas minoristas y restaurantes.[43][44][45]
- La sección Racetrack, entre Bergenline y Kennedy Boulevard en la meseta.
- Bergenwood, en las empinadas laderas del lado oeste de Palisades.
- New Durham, sitio colonial de  Three Pigeons cerca de Bergen Turnpike y Tonnelle Avenue.[46]
- Meadowview, detrás del Edificio Municipal entre los numerosos cementerios.
- Bulls Ferry, en el paseo marítimo de Hudson, sitio de Roc Harbor,[47] Palisades Medical Center y Hudson River Waterfront Walkway
- Babbitt, en el distrito de Meadowlands, una parte del cual es una reserva de humedales conocida como Eastern Brackish Marsh.
- Woodcliff en The Palisades alrededor del North Hudson Park.
- Transfer Station cerca del punto de encuentro con Union City y Jersey City cerca de Paterson Plank Road, Kennedy Boulevard y Secaucus Road en Secaucus.[48]

Otras comunidades históricas no incorporadas, localidades y nombres de lugares ubicados parcial o completamente dentro del municipio incluyen Homestead, Granton, Hudson Heights, New Durham, Shadyside, Three Pigeons y Tyler Park.
La ciudad tiene siete cementerios, más que cualquier otra ciudad del condado, incluidos algunos, como el cementerio de Weehawken y el cementerio de Hoboken, que en un momento fueron designados para otras ciudades. Esto puede deberse al diseño del condado a fines del siglo XIX y principios del XX, con North Bergen teniendo más tierra que sus vecinos más densamente poblados, que tenían que enterrar a sus muertos fuera de la ciudad. También puede remontarse a la época de la Guerra Civil. Entre estos cementerios se encuentran el cementerio Flower Hill y el cementerio Grove Church.

## Transporte

### Carreteras y autopistas

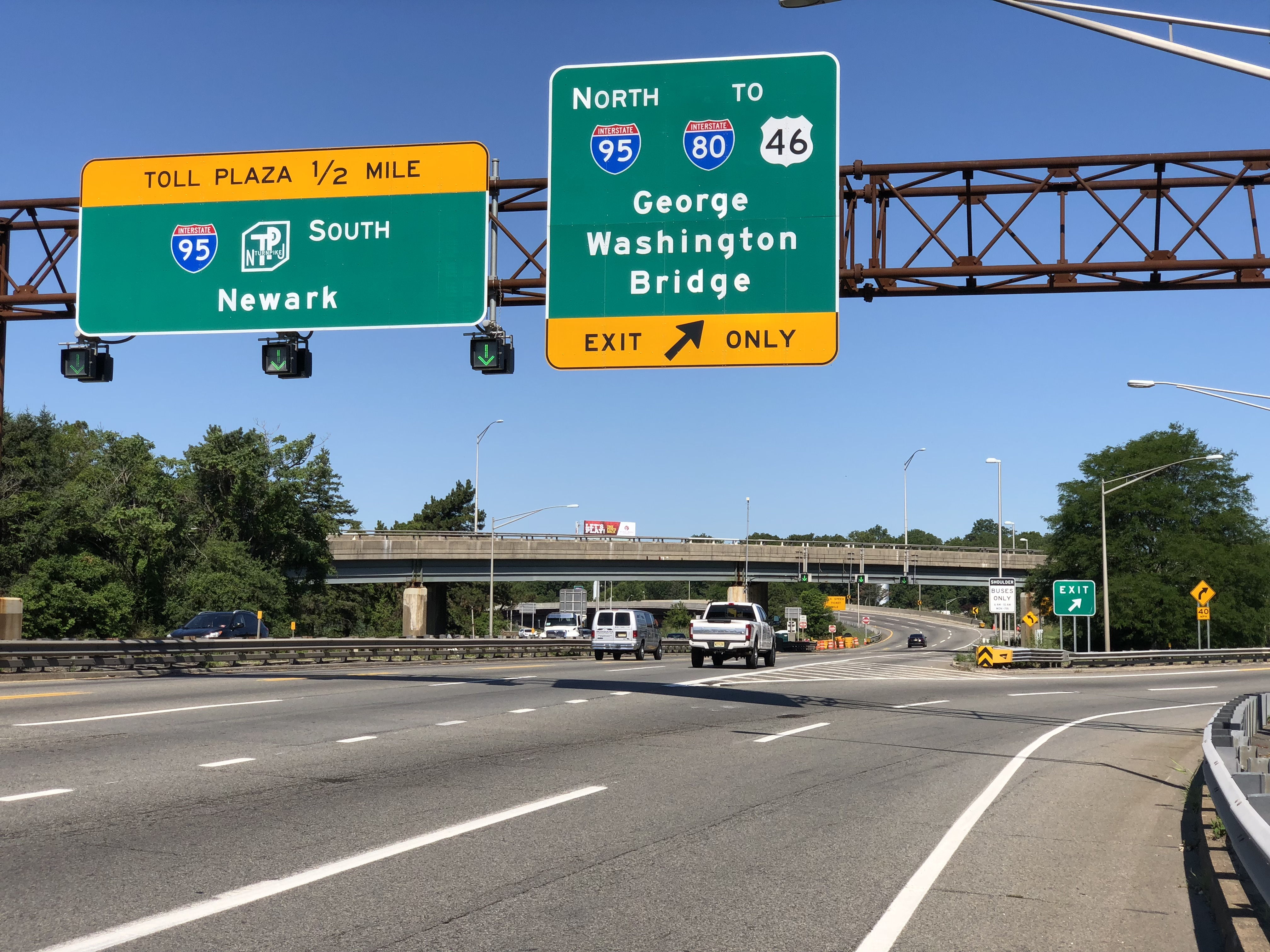
Ruta 495 en dirección oeste en New Jersey Turnpike (I-95) en North Bergen

A mayo de 2010, contaba con 104,2 km de calzadas, de los cuales 80,5 km eran mantenidos por el municipio, 12,6 km por el condado de Hudson, 8,8 km por el Departamento de Transporte de Nueva Jersey y 2 km por la New Jersey Turnpike Authority.
La ruta 495 viaja entre Túnel Lincoln y New Jersey Turnpike (I-95) con intercambios para la ruta 3 y la U.S. Route 1/9, que corre de norte a sur en el borde occidental de la ciudad. CR 501 y CR 505 pasan por el lado este de la ciudad.

### Transporte público

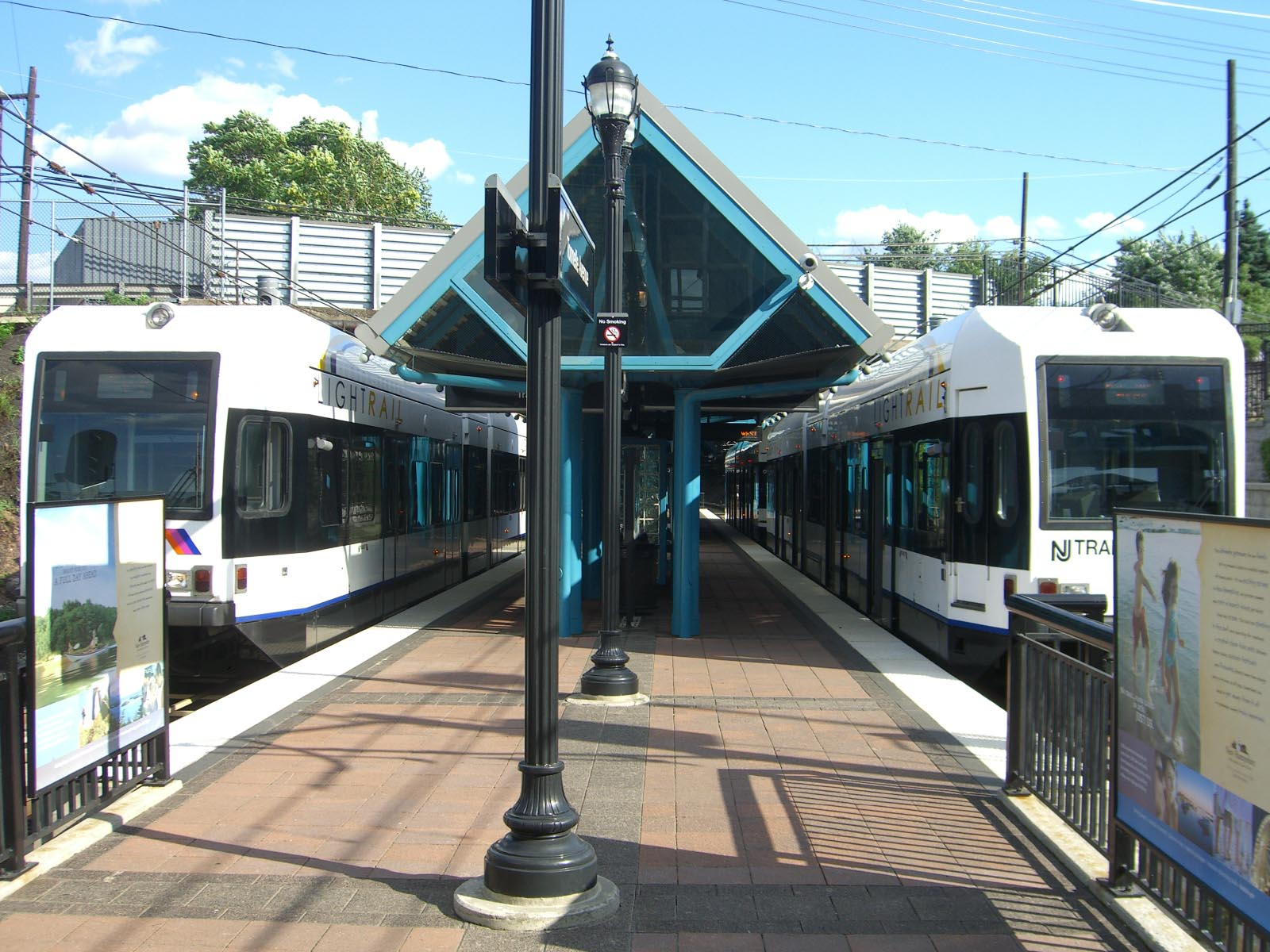
La estación de tren ligero de Tonnelle Avenue

El transporte público en North Bergen es proporcionado por el servicio de autobús y tren ligero. El servicio de tren ligero Hudson-Bergen (HBLR) está disponible en la estación Tonnelle Avenue y la estación Bergenline Avenue (en Union City) con destinos en Weehawken, Hoboken, Jersey City y Bayonne.
El servicio de autobús se proporciona a lo largo de los concurridos corredores de norte a sur en el Bulevar Kennedy, la Avenida Bergenline y el Bulevar Este por NJ Transit y dollar vans operadas de forma privada dentro del condado de Hudson, y hacia Bergen y Manhattan, ciudad de Nueva York. Nungessers es un importante punto de origen y transferencia. Las líneas que terminan en Port Authority Bus Terminal en Midtown Manhattan son las rutas 121, 125, 127, 128, 154, 156, 158, 159, 165, 166, 168, 320. Las líneas 181 y 188 terminan en la Terminal de Autobuses del Puente George Washington en el Alto Manhattan. Las líneas 22, 23, 83, 84, 85, 86, 88 y 89 terminan en Journal Square o en Hoboken Terminal. El 751 viaja a Edgewater y Hackensack.
Los autobuses interurbanos Jitney operan a lo largo de Bergenline Avenue y brindan servicio a la terminal de autobuses Port Authority, la Terminal de Autobuses del Puente George Washington, el Newport Center y otros destinos locales. La ruta más frecuente del condado para los autobuses de dólar, los jitneys operan a lo largo de Bergenline Avenue con una frecuencia de un autobús por minuto, algunos operados por Spanish Transportation.

## Medios y cultura
North Bergen se encuentra dentro del mercado de medios de Nueva York, con la mayoría de sus diarios disponibles para la venta o entrega. The Jersey Journal es un diario local con sede en la Jersey City. Los semanarios locales incluyen el periódico bilingüe gratuito, Hudson Dispatch Weekly, (llamado así por el antiguo diario Hudson Dispatch), North Bergen Reporter (parte del grupo The Hudson Reporter de semanarios locales) y el idioma español El Especialito. River View Observer es un periódico mensual que cubre el mercado de Hudson Waterfront. Las noticias en línea HudsonCountyView.com, HudsonTV.com y HudPost.com cubren las noticias locales de North Bergen.
A fines de la década de 2000, North Bergen, Weehawken, Union City, Guttenberg y West New York llegaron a ser apodados colectivamente como "NoHu", un refugio de North Hudson para artistas locales y artistas plásticos, muchos de los cuales son inmigrantes de América Latina y otros países, en parte debido a los costos de vivienda más bajos en comparación con los paraísos artísticos cercanos, como Hoboken, Jersey City y Manhattan.

## Nativos ilustres
Las personas que nacieron, residieron o estuvieron asociadas con North Bergen incluyen:
- Carlos Alomar (nacido en 1951), músico, director musical, compositor.[66]
- Christopher Amoroso (1972–2001) Departamento de Policía de la Autoridad Portuaria de Nueva York y Nueva Jersey (PAPD) oficial quien murió en los atentados del 11 de septiembre de 2001.[67]
- Kyle Anderson (nacido en 1993), jugador de baloncesto de la NBA de los Memphis Grizzlies.[68]
- Rick Apodaca (nacido en 1980), puertorriqueño jugador profesional de baloncesto que ha jugado en la NCAA, USBL, NBDL, y la Liga Nacional Superior de Baloncesto de Puerto Rico.[69]
- Coco Austin (nacida en 1979), actriz, bailarina, modelo y esposa del rapero/actor Ice-T.[70]
- Odell Beckham Jr. (nacido en 1992), receptor abierto de los New York Giants.[71]
- James J. Braddock (1905–1974), campeón de boxeo de peso pesado de 1935 a 1937.[72]
- John O. Brennan (nacido en 1955), asesor adjunto de Seguridad Nacional para Seguridad Nacional en la Casa Blanca de Obama[73]
- James L. Brooks (nacido en 1940), director de cine y televisión.[74]
- Richard Castellano (1933 – 1988), actor estadounidense[75]
- Gene Cornish (nacido en 1944), guitarrista y armonicista que es miembro original de la banda de blue-eyed soul de la década de 1960 The Rascals.[76]
- Frank Cumiskey (1912–2014), gimnasta artística que compitió en los Juegos Olímpicos de Los Ángeles 1932, en los Juegos Olímpicos de Berlín 1936, y en los Juegos Olímpicos de Londres 1948.[77]
- Paquito D'Rivera (nacido en 1948), músico, compositor.[78]
- Joey Diaz (nacido en 1963), comediante y actor.[79]
- Henry Escalante, músico pop, uno de los 15 finalistas de la temporada 2007 del reality show de MTV Making Menudo.[80]
- Edward Feigenbaum (nacido en 1936), científico informático que colaboró en el desarrollo del primer sistema experto Dendral.[81]
- Ice-T (nacido en 1958), actor y pionero de la música rap.[70][82]
- AJ Lee (nacido en 1987), luchador profesional firmado con WWE.[83]
- Bill Raisch (1905–1984), bailarín y actor, conocido como el Manco perseguido por Richard Kimble (David Janssen) en la 1963-67 Serie de televisión The Fugitive.[84]
- Wilbur Ross (nacido en 1937), inversor y ex banquero.[85][86]
- Rena Sofer (nacida en 1968), actriz.[87][88]
- Hal Turner (nacido en 1962), comentarista político de extrema derecha y locutor de radio.[89]
- Yordenis Ugás (nacido en 1986) boxeador aficionado de peso ligero.[79]

## En la cultura popular
- Oak Hill, una película de bajo presupuesto protagonizada por Sally Kirkland y dirigida por el exalcalde de Guttenberg Peter Lavilla, sobre tres ex artistas cuya depresión y adicción los ha llevado a un refugio para personas sin hogar, fue filmada tanto en el refugio para personas sin hogar PERC de Union City como en una sinagoga en North Bergen. En 2008, se inscribió en los Festivales de Cine de Sundance, Tribeca y Hoboken.[35]
- Cinderella Man, una película protagonizada por Russell Crowe como el boxeador James J. Braddock, representó a North Bergen durante la Gran Depresión. Un parque de la ciudad lleva su nombre.[90]
- North Bergen fue la base de producción del drama de NBC Law & Order: Special Victims Unit, con escenas ambientadas en la estación de policía y la sala del tribunal filmadas en un escenario en el edificio Central Archives de NBC en West Side Avenue.[91]
- Meat Men es un reality show de Food Network sobre Pat LaFrieda Meat Purveyors, un proveedor de carne operado y de propiedad familiar con sede en North Bergen.[92][93]